# Ordinariato de las Fuerzas Armadas y Cuerpos Armados de la República Eslovaca
El ordinariato de las Fuerzas Armadas y Cuerpos Armados de la República Eslovaca u ordinariato militar de Eslovaquia (en eslovaco: Ordinariát ozbrojených síl a ozbrojených zborov SR) es una circunscripción eclesiástica latina de la Iglesia católica en Eslovaquia, Inmediatamente sujeta a la Santa Sede. El ordinariato militar tiene al obispo Pavol Šajgalik, O.F.M. Cap. como su ordinario desde el 27 de mayo de 2025.

## Territorio y organización

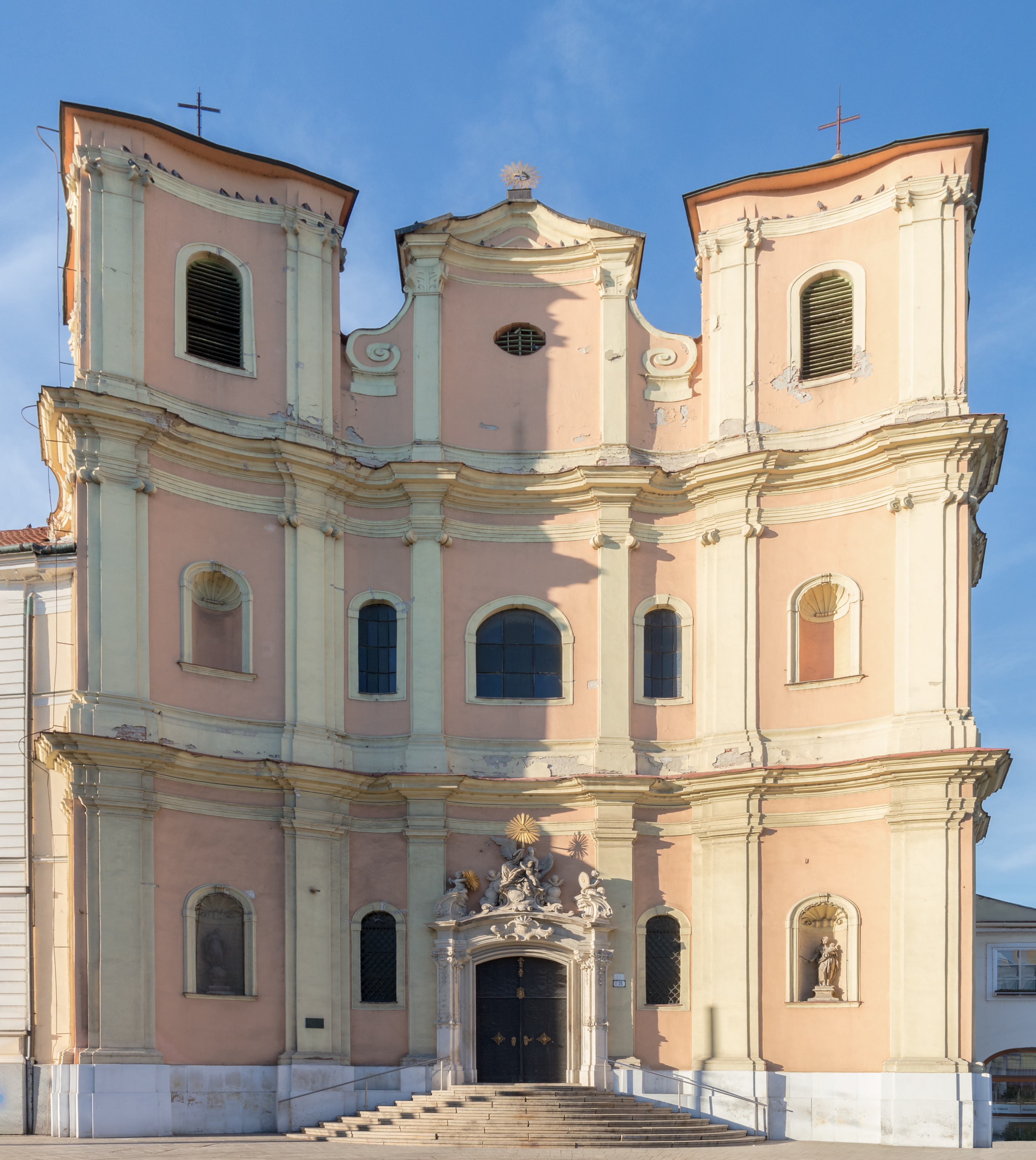
Excatedral de San Juan de Mata y San Félix de Valois

El ordinariato militar tiene jurisdicción personal peculiar ordinaria y propia sobre los fieles católicos militares de rito latino (y otros fieles definidos en los estatutos), incluso si se hallan fuera de las fronteras del país, pero los fieles continúan siendo feligreses también de la diócesis y parroquia de la que forman parte por razón del domicilio o del rito, pues la jurisdicción es cumulativa con el obispo del lugar. Los cuarteles y los lugares reservados a los militares están sometidos primera y principalmente a la jurisdicción del ordinario militar, y subsidiariamente a la jurisdicción del obispo diocesano cuando falta el ordinario militar o sus capellanes. El ordinariato tiene su propio clero, pero los obispos diocesanos le ceden sacerdotes para llevar adelante la tarea de capellanes militares de forma exclusiva o compartida con las diócesis.
La sede del ordinariato militar se encuentra en la localidad de Marianka, mientras que en ciudad de Bratislava se halla la Catedral de San Sebastián y la excatedral de San Juan de Mata y San Félix de Valois (o iglesia de los trinitarios).
En 2019 en el ordinariato militar existían 43 parroquias.

## Historia
Mediante la promulgación de la constitución apostólica Spirituali Militum Curae por el papa Juan Pablo II el 21 de abril de 1986 los vicariatos militares fueron renombrados como ordinariatos militares o castrenses y equiparados jurídicamente a las diócesis. Cada ordinariato militar se rige por un estatuto propio emanado de la Santa Sede y tiene a su frente un obispo ordinario nombrado por el papa teniendo en cuenta los acuerdos con los diversos Estados.
El concordato entre la República Eslovaca y la Santa Sede sobre el servicio espiritual a los fieles católicos en las fuerzas armadas y cuerpos armados de la República Eslovaca fue aprobado por la República Eslovaca gobierno el 14 de agosto de 2002 y el 28 de noviembre de 2002 ratificado en el Vaticano por el presidente Rudolf Schuster y el secretario de Estado de la Santa Sede, el cardenal Angelo Sodano. El ordinariato militar fue erigido el 20 de enero de 2003 con la bula Spiritalem progressionem del papa Juan Pablo II y de hecho entró en funcionamiento el 1 de marzo del mismo año.
Hasta 2009 la iglesia de los trinitarios sirvió como catedral, en ese mismo año se consagró la nueva catedral de San Sebastián.

## Estadísticas
De acuerdo al Anuario Pontificio 2020 el ordinariato militar en 2019 tenía 65 sacerdotes, 2 diáconos permanentes y 9 religiosos.
| Año                                                                             | Población            | Población | Población      | Sacerdotes | Sacerdotes    | Sacerdotes    | Bautizados por sacerdote | Diáconos permanentes | Religiosos | Religiosos | Parroquias |
| Año                                                                             | Bautizados católicos | Total     | % de católicos | Total      | Clero secular | Clero regular | Bautizados por sacerdote | Diáconos permanentes | Varones    | Mujeres    | Parroquias |
| ------------------------------------------------------------------------------- | -------------------- | --------- | -------------- | ---------- | ------------- | ------------- | ------------------------ | -------------------- | ---------- | ---------- | ---------- |
| 2003                                                                            |                      |           |                | 25         | 25            |               |                          |                      |            |            | 3          |
| 2004                                                                            |                      |           |                | 21         | 21            |               |                          |                      |            |            | 3          |
| 2012                                                                            |                      |           |                | 55         | 48            | 7             |                          | 1                    | 7          |            | 55         |
| 2013                                                                            |                      |           |                | 55         | 46            | 9             |                          | 1                    | 9          |            | 55         |
| 2016                                                                            |                      |           |                | 57         | 49            | 8             |                          | 1                    | 8          |            | 57         |
| 2019                                                                            |                      |           |                | 65         | 56            | 9             |                          | 2                    | 9          |            | 43         |
| Fuente: Catholic-Hierarchy, que a su vez toma los datos del Anuario Pontificio. |                      |           |                |            |               |               |                          |                      |            |            |            |

## Episcopologio
- František Rábek (20 de enero de 2003 - 27 de mayo de 2025 retirado)
- Pavol Šajgalik, O.F.M. Cap., desde el 27 de mayo de 2025